# ジヒドロオロト酸デヒドロゲナーゼ (フマル酸)
ジヒドロオロト酸デヒドロゲナーゼ (フマル酸)(dihydroorotate dehydrogenase (fumarate), DHOD, DHODH)は、ジヒドロオロト酸デヒドロゲナーゼのうちフマル酸を電子受容体とするもの（クラス1A）である。ピリミジンのde novo合成の4番目の化学反応を触媒する酸化還元酵素であり、補因子としてFMNを結合するフラボタンパク質である。

## 反応
(S)-ジヒドロオロト酸 + フマル酸 {\displaystyle \rightleftharpoons } オロト酸 + コハク酸

## 構造
ホモ2量体の可溶性タンパク質。

## 分布
グラム陽性菌に存在するほか、一部の真核生物（真菌やキネトプラスト類）にも存在している。